# Catasticta pharnakia
Catasticta pharnakia es una especie de mariposa, de la familia de las piérides, que fue descrita originalmente con el nombre de Archonias pharnakia, por Fruhstorfer, en 1907, a partir de ejemplares procedentes de Perú.

## Distribución
Catasticta pharnakia tienen una distribución restringida a la región Neotropical y ha sido reportada en Ecuador, Perú.

## Plantas hospederas
No se conocen las plantas hospederas de C. pharnakia.